# Cyphonisia obesa
Cyphonisia obesa is een spinnensoort uit de familie Barychelidae. De soort komt voor in West- en Midden-Afrika.